# مطار الرشيدية مولاي علي الشريف
مطار الرشيدية مولاي علي الشريف (إياتا: ERH، إيكاو: GMFK) هو مطار دولي يقع في مدينة الرشيدية بجهة درعة تافيلات بالمملكة المغربية، وله استعمال مُشترك مدني وعسكري. يتوفر المطار على مدرج واحد بطول 3200 متر وعرض 45 متر. وتبلغ الطاقة الاستعابية للمطار 000 300 مُسافر في السنة.
يبعد المطار عن منطقة مرزوكة السياحية بـ 125 كلم (حوالي ساعة و45 دقيقة) مُروراً بمدينة أرفود، مما يجعله المطار المفضل للطائرات الخاصة ولشركات الطيران التي تُشغل رحلات شارتر موسمية لنقل السياح إلى مرزوكة، ويعرف المطار إستقبال عدد كبير من الطائرات عند تنظيم الملتقى الدولي للتمور في أرفود.

## تاريخ
في 25 يونيو 2014، دشنت الخطوط الملكية المغربية الخط الجوي الرابط بين الدار البيضاء والرشيدية.
منذ سنة 2015، إنطلقت أشغال بناء محطة جوية جديدة بمطار الرشيدية، تحت إشراف المكتب الوطني للمطارات، وقد شمل هذا المشروع بناء محطة جوية جديدة على مساحة 3500 متر مربع، وموقف للسيارات بطاقة استعابية قدرها 375 مكان للوقوف، وتوسيع الطريق المؤدية للمطار، وتقوية السور المحيط به، وتقوية إضاءة موقف الطائرات، وتهيئة المساحات الخضراء. وقد تم تدشين المحطة الجوية الجديدة والشُروع في إستخدامها ابتداءاً من يناير 2019.
ابتداءاً من سنة 2018، إرتفع عدد المسافرين بمطار الرشيدية مولاي علي الشريف بشكل كبير جداً وهذا راجع للإتفاقية التي وقعها مجلس جهة درعة تافيلات مع الخطوط الملكية المغربية لدعم الرحلات الجوية نحو الدار البيضاء وخفض أسعارها. وتوقيع إتفاقية أخرى مع العربية للطيران لتشغيل خط جوي بين الرشيدية وفاس، ثم في سنة 2019 تم توقيع إتفاقية أخرى جديدة مع الخطوط الملكية المغربية يتم بموجبها رفع عدد الرحلات الجوية بين جهة درعة تافيلات والدار البيضاء، وتتضمن هذه الإتفاقية الجديدة رفع الرحلات بين الرشيدية والدار البيضاء إلى 7 رحلات جوية أسبوعياً واستخدام طائرات أكبر حجما لنقل المزيد من المسافرين.
في 8 نوفمبر 2018، دشنت العربية للطيران الخط الجوي بين الرشيدية وفاس بطائرات من طراز إيرباص إيه 320، استمر هذا الخط بالعمل لمدتين سنتين ليتوقف بعدها بسبب قلة عدد المسافرين وعدم تمكن الشركة من ملئ طائراتها.
في 29 أكتوبر 2023، حطت أول رحلية جوية دولية منتظمة تابعة لشركة ترانسافيا فرانسا بين الرشيدية وباريس.
في 1 أبريل 2024، دشنت رايان إير الخط الجوي بين الرشيدية و مراكش.
في 1 ماي 2024، أطلقت الخطوط الملكية المغربية أول خط جوي يربط بين الرشيدية والرباط.

## شركات الطيران
| شركات الطيران           | الوجهات                |
| ----------------------- | ---------------------- |
| الخطوط الملكية المغربية | الدار البيضاء - الرباط |
| رايان إير               | مراكش                  |

## إحصائيات
- عدد المسافرين:

| 2014  | 2015   | 2016   | 2017   | 2018   | 2019   | 2020   | 2021   | 2022   | 2023 | 2024 |
| ----- | ------ | ------ | ------ | ------ | ------ | ------ | ------ | ------ | ---- | ---- |
| 685 7 | 054 14 | 370 15 | 149 18 | 915 36 | 366 53 | 214 16 | 101 23 | 226 54 |      |      |
|       | ▲      | ▲      | ▲      | ▲      | ▲      | ▼      | ▲      | ▲      |      |      |

## وصلات خارجية
- الموقع الرسمي للمكتب الوطني للمطارات